# Crush (album de Bon Jovi)
Pour les articles homonymes, voir Crush.
Albums de Bon Jovi
These Days
(1995) One Wild Night Live 1985-2001
(2001)
Singles
1. It's My Life
Sortie : 23 mai 2000
2. Say It Isn't So
Sortie : 21 juillet 2000
3. Thank You for Loving Me
Sortie : 16 novembre 2000
4. Save the World (promo)
Sortie : 2000

Crush est un le 7e album studio du groupe américain Bon Jovi sorti en 2000.

## Liste des titres
| No  | Titre                                      | Auteur                                      | Durée |
| --- | ------------------------------------------ | ------------------------------------------- | ----- |
| 1.  | It's My Life                               | Jon Bon Jovi, Richie Sambora, Max Martin    | 3:44  |
| 2.  | Say It Isn't So                            | Bon Jovi, Billy Falcon                      | 3:33  |
| 3.  | Thank You for Loving Me                    | Bon Jovi, Sambora                           | 5:07  |
| 4.  | Two Story Town                             | Bon Jovi, Sambora, Dean Grakal, Mark Hudson | 5:10  |
| 5.  | Next 100 Years                             | Bon Jovi, Sambora                           | 6:19  |
| 6.  | Just Older                                 | Bon Jovi, Falcon                            | 4:28  |
| 7.  | Mystery Train                              |                                             | 5:16  |
| 8.  | Save the World                             | Bon Jovi                                    | 5:31  |
| 9.  | Captain Crash & the Beauty Queen from Mars | Bon Jovi, Sambora                           | 4:31  |
| 10. | She's a Mystery                            | Bon Jovi, Peter Stuart, Greg Wells          | 5:18  |
| 11. | I Got the Girl                             | Bon Jovi                                    | 4:36  |
| 12. | One Wild Night                             | Bon Jovi, Sambora, Desmond Child            | 4:18  |

## Autour de l'album
- L'enregistrement a débuté en 1999, mais à la suite du décès du producteur Bruce Fairbairn[2], le planning a pris beaucoup de retard. Un single était même paru en avril 1999 en prévision de l'album, Real Life. Ce titre ne fut pas retenu pour apparaitre sur la version finale de l'album.
- Plusieurs chansons auraient pu faire partie d'un troisième album solo de Jon Bon Jovi qui n'est jamais sorti, mais qui a été joué une fois à une soirée d'écoute en aout 1998. Just Older, Save the World et I Got the Girl étaient destinés à cet album.
- Save the World était une commande pour le film Armageddon, mais comme Aerosmith avait déjà placé une ballade, Jon Bon Jovi garda ce titre et proposa une composition écrite avec Aldo Nova, Mister Big Time.
- Next 100 Years a d'abord été enregistré par le boys band japonais J-Friends. Ce titre a été écrit pour aider le Kobe Fund Relief afin de reconstruire la ville de Kōbe, ravagée par un tremblement de terre en 1995. Le single du boys band s'est écoulé à plus de 800 000 exemplaires.
- It's My Life a été l'un des plus gros tubes de Bon Jovi, derrière Livin' on a Prayer et Always. Max Martin, compositeur suédois qui a travaillé avec Britney Spears, a aidé à écrire cette chanson. Dans ce morceau, treize ans après Livin' on a Prayer, Bon Jovi fait à nouveau mention du couple Tommy et Gina, représentatif de la classe ouvrière qui continue de se battre envers et contre tout.
- You're Not In Kansas Anymore dans la chanson Mystery Train est une phrase qui provient de la comédie musicale Le Magicien d'Oz.
- Au total, Crush s'est vendu à huit millions d'exemplaires dans le monde, dont plus de deux aux États-Unis (source Billboard).